# Raffinerie de Montréal-Est
La Raffinerie de Montréal-Est, fondée en 1933, appartient à la pétrolière Shell Canada. Elle est située à Montréal-Est, entre la Carrière LaFarge et la Pétrochimie Coastal. Il s'y pratiquait 11 procédés de raffinage et sa capacité était de 161 000 barils par jour en 2007. Définitivement fermée en octobre 2010, elle a été convertie en terminal pétrolier.
Cette raffinerie était responsable, avec sa voisine (la raffinerie de Montréal de Pétro-Canada), de 20 % de la pollution montréalaise, occupant le deuxième rang des industries les plus polluantes du Québec. 

## Procédés de raffinages
1. Distillation de brut : c’est une tour qui sépare les molécules du pétrole pour avoir différentes substances dans la tour de distillation. Le gaz à partir du haut de la tour, des produits pétroliers dans le milieu de la tour (naphta, kérosène et gazoles) et des résidus dans le bas de la tour. Dans cette unité de raffinage, on fabrique du bitume et du carburéacteur.
2. Récupération du gaz saturé : l’essence, le propane et le butane sortent après ce processus.
3. Hydroépurateurs de kérosène et de naphte : Dans cette unité, l’essence, les solvants, les jets et les huiles de chauffages apparaissent à la sortie de ces deux unités de raffinage d’épuration à l’hydrogène.
4. Hydrotraiteur de distillat : on y traite les huiles de chauffages et les gaz.
5. Hydrotraiteur d’essences : les essences y sont traitées pour en réduire le soufre.
6. Isomérisation : pas d’informations sur cette unité.
7. Reformage catalytique : transformation du naphte en un produit à un haut indice d’octane. C’est un produit pour les unités pétrochimiques et pour le mélange d’essences. Il y a là conversion des essences de la raffinerie.
8. L’hydrocraquage : c’est une unité qui fonctionne à une haute pression et à 425 degrés Celsius. Cette unité est composée de deux réacteurs catalytiques en série afin d’alléger la solidité du liquide. C’est aussi une unité qui permet de réduire la teneur en soufre dans les produits. Elle permet d’éliminer les impuretés et l’azote dans les essences. Ce procédé de raffinage consiste à séparer les molécules des essences, des huiles à chauffages et du carburéacteur.
9. Le craquage catalytique : cette unité permet aux produits plus lourds de devenir des produits plus utiles par séparation moléculaire. Pour ce faire, il faut avoir une température très élevée pour faire une telle séparation. Il y a là la séparation des molécules du propane, du butane, de l’essence et du Gaz Oil par le catalyseur.
10. Le craquage thermique : La haute température permet de séparer les molécules de l’essence et du Gaz Oil.
11. L’alkylation : c’est une unité qui fait le processus inverse de l’unité de craquage catalytique. Elle rend les substances légères plus solides comme l’isobutane et le butylène en un meilleur mélange pour l’essence. C’est l’unité qui crée les solvants et l’essence pour les avions.